# 1694
1694 (MDCXCIV) var ett normalår som började en fredag i den gregorianska kalendern och ett normalår som började en måndag i den julianska kalendern.

## Händelser

### Maj
- 9 maj – Filipstads stad drabbas av en stadsbrand, varefter staden förlorar sitt stadsprivilegium då man fruktar att skogen inte kommer att räcka till bergsbruket om staden återuppbyggs.[1]

### Augusti
- Augusti – Ett gruvras drabbar Dalkarlsgruvan i Nora.[1]

### Okänt datum
- En förordning om Livlands styrelse utfärdas. Den livländska lantdagen behålls men dess makt inskränks kraftigt.
- Karl XI företar en lång och strapatsrik resa till Norrbotten för att mönstra regementen och kontrollera ämbetsmän.
- Steninge slott utanför Sigtuna börjar byggas åt Carl Gyllenstierna. Det hålls av arkitekten Nicodemus Tessin d.y. som ett ideal bland mindre lantslott.
- Den livländske adelsmannen Johan Reinhold Patkul hamnar i onåd hos kungen efter en frän skrivelse om tillståndet i Livland. Patkul flyr undan en dödsdom och kommer framöver att intrigera mot Sverige.
- Det svenska linjeskeppet Carolus Rex (Kung Karl) byggs.
- I en svensk lagändring bestäms det att både mannen och kvinnan skall dömas vid utomäktenskapliga förbindelser.

## Födda
- 3 januari – Paulus av Korset, italiensk präst, helgon.
- 4 juni – François Quesnay, fransk nationalekonom, läkare och fysiokrat.
- 25 september – Henry Pelham, brittisk politiker, premiärminister 1743–1754.
- 26 oktober – Johan Helmich Roman, svensk kompositör.
- 21 november – François Voltaire, fransk författare.[2]
- Charlotte Aïssé, fransk brevskrivare.

## Avlidna
- 13 januari – Christian Bielke, dansk amiral.
- 2 december – Pierre Puget, fransk målare och skulptör.
- 28 december – Maria II, drottning och regerande drottning av England, Skottland och Irland sedan 1689, samregent och gift med Vilhelm III.
- Mrs. Pack, engelska, kallad föregångare till den moderna nannyn.
- Bibiana Vaz, afrikansk affärsidkare.

### Fotnoter
1. 1 2  ”Värmlands brandhistoriska klubb”. Arkiverad från originalet den 12 oktober 2011. https://www.webcitation.org/62NB7kO36?url=http://www.brandhistoriska.org/olyckor_se.html. Läst 25 mars 2011.
2. ↑  ”Det hände i dag”. http://webnews.textalk.com/se/calendar.php?id=9747&type=month&ds=20101121&list=true.